# Amt Marl
Das Amt Marl war bis 1974 ein Amt im Kreis Recklinghausen in Nordrhein-Westfalen.

## Geschichte
Im Rahmen der Einführung der Landgemeindeordnung für die Provinz Westfalen wurde 1844 im Kreis Recklinghausen das Amt Marl gegründet. Zum Amt gehörten seitdem die vier Gemeinden Altendorf-Ulfkotte, Hamm, Marl und Polsum. Der Amtssitz war in Marl. Der erste Amtmann war Leutnant Carl Bölling aus Marl. Ihm folgte 1867 Eduard Lobeck aus Recklinghausen und im Jahre 1881 schließlich Albert Barkhaus aus Minden bis zum Jahr 1921. 
Durch das Gesetz über die Neuregelung der kommunalen Grenzen im Rheinisch-Westfälischen Industriebezirk wurden 1926 die Ortschaften Lenkerbeck, Löntrop, Hüls und Korthausen aus der aufgelösten Gemeinde Recklinghausen-Land sowie Teile von Sinsen aus der Gemeinde Oer in die Gemeinde Marl und somit in das Amt Marl eingegliedert. Die Gemeinde Marl erhielt 1936 das Stadtrecht, verblieb aber weiter im Amt Marl.
Durch das Ruhrgebiet-Gesetz wurde das Amt Marl zum 1. Januar 1975 aufgelöst:
- Altendorf-Ulfkotte wurde zum größten Teil in die Stadt Dorsten eingemeindet. Ein kleiner Gebietsteil der Gemeinde mit dem Umspannwerk Polsum kam zur Stadt Gelsenkirchen.[2]
- Von der Gemeinde Hamm wurde der dicht besiedelte Westen nach Marl eingemeindet, während die dörflichen Gemeindeteile im Osten zur Stadt Haltern kamen.
- Polsum wurde bis auf den Ortsteil Bertlich, der an die Stadt Herten fiel, in die Stadt Marl eingemeindet.

Rechtsnachfolger des Amtes Marl ist die Stadt Marl.

## Einwohnerentwicklung
| Jahr | Einwohner | Quelle |
| ---- | --------- | ------ |
| 1858 | 3.830     | [ 3 ]  |
| 1871 | 3.642     | [ 4 ]  |
| 1885 | 3.785     | [ 5 ]  |
| 1910 | 8.470     | [ 6 ]  |
|      |           |        |
| 1939 | 42.975    | [ 7 ]  |
| 1950 | 62.226    | [ 8 ]  |
| 1961 | 92.486    | [ 9 ]  |
| 1970 | 99.081    | [ 9 ]  |

Das Amt wurde 1926 vergrößert.

## Wappen
| Wappen von Amt Marl | Blasonierung: „In Silber (Weiß) ein schwarzes durchgehendes Balkenkreuz, belegt mit einem linkschräg von Silber (Weiß) und Schwarz geteilten Herzschild; oben ein schwarzes Fasseisen, unten schräggekreuzt ein silberner (weißer) Schlägel und ein silbernes (weißes) Eisen.“ |
| Wappen von Amt Marl | Wappenbegründung: Das 1937 vom Oberpräsidenten der preußischen Provinz Westfalen genehmigte Wappen zeigt oben das kurkölnische Kreuz, als Symbol der Zugehörigkeit zum Vest Recklinghausen, welches bis zur Bulle Pius VII. „De salute animarum“ zum Erzbistum Köln gehörte, danach wurde es ins Hochstift Münster inkorporiert. Schlägel und Eisen sind als Symbole des Bergbaus eingefügt. Das Fasseisen (Krampe) verweist auf die Familie von Loe, deren Schloss sich bei Marl befand. Das Wappen ähnelt dem der Stadt Marl und zeigt dieselben Symbole. |